# Cymindis afgana
Cymindis afgana es una especie de coleóptero de la familia Carabidae.

## Distribución geográfica
Habita en Afganistán.